# 大久保世璃
大久保 世璃（おおくぼ せり、2007年8月23日 - ）は、日本のキックボクサー。栃木県宇都宮市出身。K-1ジム・ウルフ TEAM ASTER所属。栃木県立宇都宮北高等学校在学。兄は初代Krushフライ級王者の大久保琉唯。

## 来歴
2007年、栃木県宇都宮市に生まれる。

### アマチュア時代
2024年7月22日、K-1甲子園2024 東日本予選トーナメントに出場し、優勝した。
2024年9月1日、K-1甲子園2024へ出場し、-55kg王者となった。
2025年2月26日、『K-1 AWARDS 2024』において、アマチュア最優秀選手賞を受賞した。

### プロ時代
2025年2月9日、国立代々木競技場第二体育館で行われたK-1 WORLD MAX 2025でプロデビュー。龍希と51kg契約で対戦し、3-0（30-28×2、30-27）の判定でプロデビュー戦を勝利で飾った。
2025年5月31日、横浜BUNTAIで海凪と51kg契約で対戦し、2-0（30-29×2、30-30）の判定勝ちを収めた。

## 戦績

### プロキックボクシング
| キックボクシング 戦績 | キックボクシング 戦績 | キックボクシング 戦績 | キックボクシング 戦績 | キックボクシング 戦績 | キックボクシング 戦績 | キックボクシング 戦績 |
| --------------------- | --------------------- | --------------------- | --------------------- | --------------------- | --------------------- | --------------------- |
| 2 試合                | (T)KO                 | 判定                  | その他                | 引き分け              | 無効試合              |                       |
| 2 勝                  | 0                     | 2                     | 0                     | 0                     | 0                     |                       |
| 0 敗                  | 0                     | 0                     | 0                     | 0                     | 0                     |                       |

| 勝敗 | 対戦相手 | 試合結果       | 大会名             | 開催年月日    |
| ○    | 海凪     | 3R終了 判定2-0 | K-1 BEYOND         | 2025年5月31日 |
| ○    | 龍希     | 3R終了 判定3-0 | K-1 WORLD MAX 2025 | 2025年2月9日  |

## 獲得タイトル
アマチュア
- 第64回K-1アマチュア全日本大会 チャレンジAクラス -55kg優勝
- 第68回K-1アマチュア全日本大会 チャレンジAクラス -55kg優勝
- K-1甲子園2024 東日本予選 -55kg優勝
- K-1甲子園2024 -55kg王者

## 表彰
- K-1 AWARDS 2024 アマチュア最優秀選手賞

### 試合映像
1. ↑  『大久保世璃vs龍希 /-51kg契約/ 25.2.9「K-1 WORLD MAX 2025」』K-1公式YouTubeチャンネル、2025年。
2. ↑  『海凪vs大久保世璃/-51kg契約/25.5.31「K-1 BEYOND」』K-1公式YouTubeチャンネル、2025年。